# Slag in de Golf van Leyte
De Slag in de Golf van Leyte was een zeeslag in de Stille Oceaan tijdens de Tweede Wereldoorlog. Hij vond plaats in de zeeën rond het eiland Leyte in de Filipijnen van 23 oktober tot en met 26 oktober 1944. De Japanners probeerden de geallieerde invasie op Leyte te verhinderen. In plaats hiervan brachten de geallieerde marines aan de numeriek zwakkere Japanse Keizerlijke Marine een belangrijke nederlaag toe. De Japanse marine was hierna geen strategisch wapen meer. De slag wordt vaak beschouwd als de grootste zeeslag in de geschiedenis.
De Australische zware kruiser Australia werd op 21 oktober geraakt, en georganiseerde zelfmoordaanvallen door de "Speciale aanvalsmacht" begonnen op 25 oktober.

## Wat voorafging
De gevechten in 1943 hadden het Japans Keizerlijk Leger van zijn bases op de Salomonseilanden verdreven. In 1944 hadden de geallieerden na een serie van landingen, ondersteund door vliegdekschepen, de Marianen veroverd. De geallieerde overwinning in juni in de Slag in de Filipijnenzee had de Japanse vliegdekschepen vernietigd en een geallieerd lucht- en zeeoverwicht verzekerd.
Hierdoor hadden de geallieerden keuzevrijheid bij het bepalen van hun volgende aanval. Admiraal Chester Nimitz was er voorstander van om de Japanse strijdkrachten in de Filipijnen op te sluiten en Formosa aan te vallen. Het bezit van Formosa zou de geallieerden in staat stellen om de Japanse zeeroutes met Zuid-Azië af te snijden, en daarmee ook de Japanse garnizoenen aldaar te isoleren. Bij gebrek aan bevoorrading zouden deze dan niet lang kunnen standhouden.

Generaal Douglas MacArthur was voorstander van een invasie op de Filipijnen, die ook op de bevoorradingsroute naar Zuidoost-Azië lagen. De Filipijnen in Japanse handen laten zou ernstige schade aan het Amerikaanse imago toebrengen, en een persoonlijke belediging van MacArthur zijn, die in 1942 publiekelijk en plechtig had beloofd te zullen terugkeren. President Roosevelt werd ingeschakeld om het dispuut te beslechten; hij stelde zich achter MacArthur.
Voor de Japanners was het duidelijk welke opties voor de geallieerden openstonden. De opperbevelhebber van de vloot, Toyoda Soemu trof voorbereidingen voor vier 'overwinningsplannen': Shō-1 (捷１号作戦 Shō ichigō sakusen) was een belangrijke marineoperatie in de Filipijnen, Shō-2, -3 en -4 waren antwoorden op aanvallen op Formosa, de Riukiu-eilanden respectievelijk de Koerilen. Alle plannen behelsden compromisloze complexe agressieve operaties waarbij alle beschikbare strijdkrachten zouden worden ingezet voor een beslissende slag.
Toen Nimitz op 12 oktober een aanval met vliegdekschepen inzette op Formosa, om te zorgen dat de aldaar gestationeerde vliegtuigen niet bij de geplande invasie op de Filipijnen tussenbeide konden komen, zetten de Japanners plan Shō-2 in actie: een onophoudelijk stroom aanvallen werd op de vliegdekschepen losgelaten. Dit resulteerde echter in het verlies van zeshonderd vliegtuigen in drie dagen waardoor de Japanse vloot bijna geen luchtdekking meer had.
Volgens plan Shō-1 zou dat de strijdmacht van viceadmiraal Jisaburo Ozawa de Amerikaanse derde vloot weglokken met een schijnbaar kwetsbare strijdmacht van vliegdekschepen. De geallieerde landingsstrijdmacht zou dan zonder luchtdekkingssteun vanuit het westen worden aangevallen door drie aanvalsgroepen. Die van viceadmiraal Takeo Kurita, gestationeerd in Brunei, zou de golf van Leyte binnenvaren en de geallieerde landingsschepen vernietigen; de strijdmachten van admiraal Shoji Nishimura en van viceadmiraal Kiyohide Shima zouden als mobiele aanvalseenheid fungeren. De laatste drie strijdkrachten zouden uit oppervlakteschepen bestaan.
Het was waarschijnlijk dat het plan zou resulteren in de vernietiging van een of meer van de drie strijdkrachten.
Toyoda rechtvaardigde dat later tegenover zijn ondervragers als volgt: wanneer de Filipijnen verloren zouden gaan en Japan zijn vloot kon behouden, kon deze of naar Japan terugkeren of naar het zuiden varen. In Japan was een tekort aan brandstof en in het zuiden was een tekort aan munitie en andere bevoorrading. Het zou dus nutteloos zijn de vloot te redden zonder de Filipijnen.

## De grote lijn van de gevechten

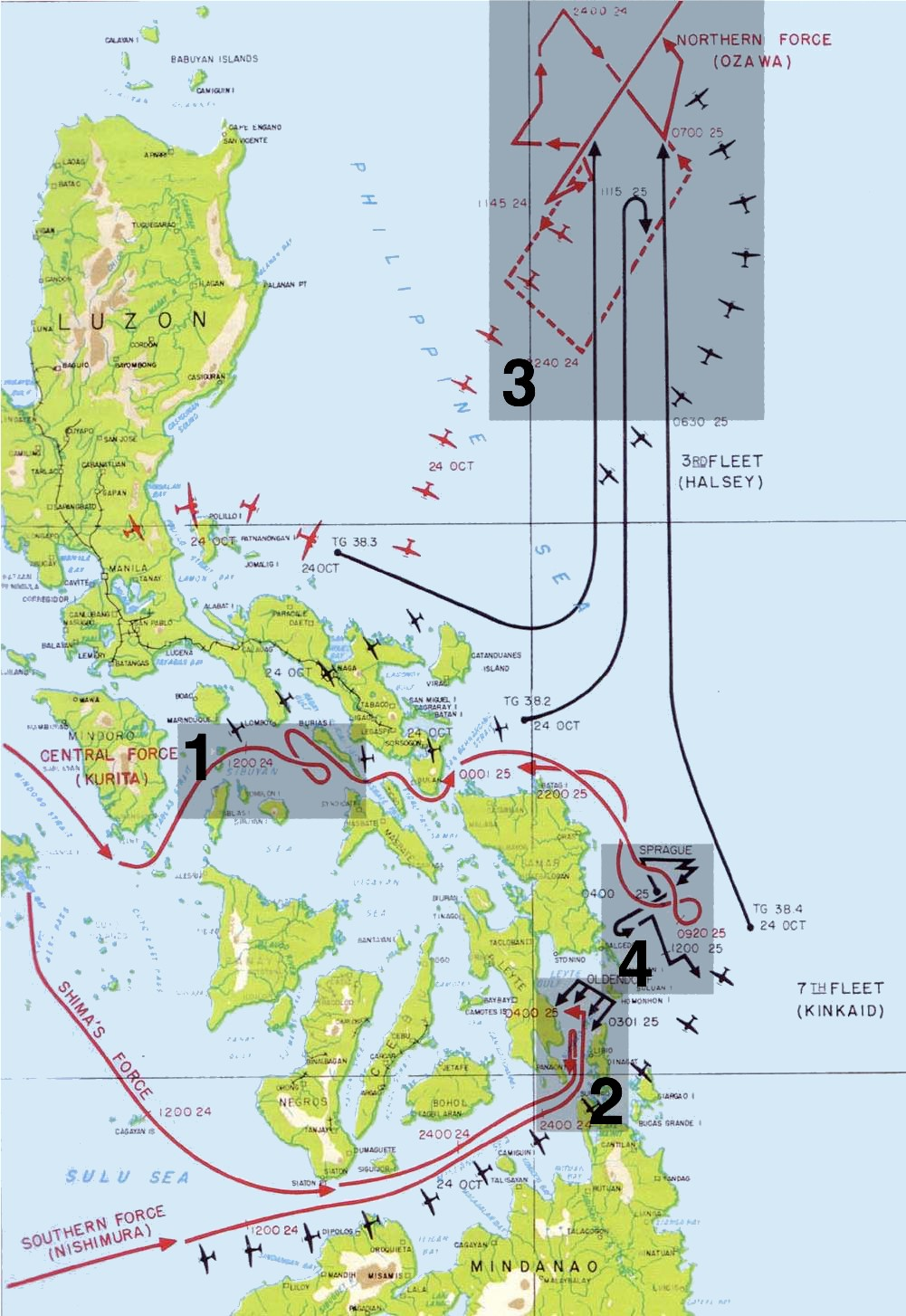
De kaart van de vier deelslagen

De zeeslag bestond uit vier afzonderlijke gevechten - zie de kaart rechts.
1. Kurita's strijdmacht voer op 24 oktober de Sibuyanzee in ten noordwesten van Leyte. In de Slag in de Sibuyanzee werd het eskader aangevallen door vliegtuigen van Amerikaanse vliegdekschepen. Het Japanse slagschip Musashi werd hierbij tot zinken gebracht. Toen Kurita omkeerde meenden de Amerikaanse piloten dat hij zich terugtrok, maar hij draaide opnieuw en voer 's nachts door de Straat van San Bernardino, om de volgende ochtend voor Samar te verschijnen.
2. Nishimura's strijdmacht koerste richting de Straat Surigao in het zuiden, waar ze om 3.00 uur op 25 oktober op een Amerikaanse strijdmacht stuitten. In de Slag in de Straat Surigao werden de Japanse slagschepen Fuso en Yamashiro tot zinken gebracht. Nishimura werd gedood, en het restant van zijn strijdmacht trok zich naar het zuidwesten terug.
3. Halsey vernam van de naderende eenheid van Ozawa en nam zijn vliegdekschepen mee in de achtervolging op 25 oktober. In de Slag bij Kaap Engaño bracht hij vier Japanse vliegdekschepen door luchtaanvallen tot zinken. Ozawa's overblijvende schepen vluchtten naar Japan.
4. Kurita arriveerde om 06.00 uur bij Samar. Met Halsey afwezig door zijn achtervolging van Ozawa, waren de enige aanwezige Amerikaanse strijdkrachten drie groepen escorte vliegdekschepen met hun begeleiding van torpedobootjagers. In de Slag bij Samar probeerden de Japanse slagschepen en zware kruisers tevergeefs door deze bescherming heen te breken. Onophoudelijke luchtaanvallen, torpedoaanvallen, slecht weer en bluf deden Kurita uiteindelijk besluiten zich terug te trekken, hoewel hij een aantal Amerikaanse schepen reeds zwaar beschadigd had.

### Slag in de Sibuyanzee

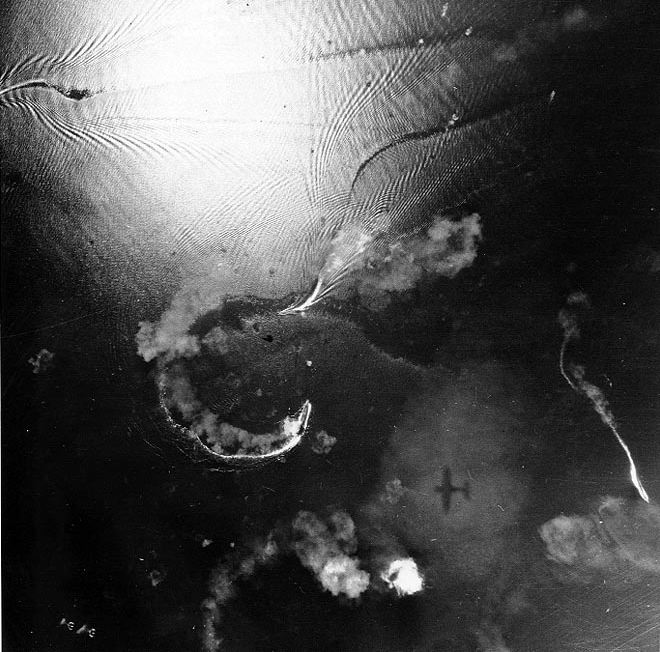
Yamato aangevallen in de Sibuyanzee.

Kurita's "Strijdmacht Midden" bestond uit vijf slagschepen
(Yamato, Musashi, Nagato, Kongo en de Haruna), en twaalf kruisers (Atago, Maya, Takao, Chokai, Myoko, Haguro, Noshiro, Kumano, Suzuya, Chikuma, Tone, en Yahagi), ondersteund door dertien torpedobootjagers.
Toen Kurita kort na middernacht op 23 oktober het eiland Palawan passeerde, ontdekten de onderzeeërs USS Dace (SS-247) en USS Darter (SS-227) zijn strijdmacht.
Hoewel de radiooperator aan boord van de Yamato dit bericht opving, troffen de Japanners geen voorzorgen. De Darter bracht zowel Kurita's vlaggenschip Atago als de Maya tot zinken.
De Takao werd beschadigd en keerde met twee torpedobootjagers terug naar Brunei, achtervolgd door de twee onderzeeërs. Op 24 oktober liep de Darter aan de grond. Alle inspanningen om haar weer los te krijgen faalden, en ze werd opgegeven.
Kurita overleefde de aanval van de onderzeeërs en bracht zijn vlag over naar de Yamato.
Om ongeveer 08.00 uur (24 oktober) werd de vloot door vliegtuigen waargenomen toen ze de nauwe ingang tot de Sibuyanzee invoer. De vliegtuigen waren afkomstig van het Amerikaanse vliegdekschip Intrepid.
260 vliegtuigen van de Intrepid, de Bunker Hill en andere vliegdekschepen van Task Group 38.2 vielen om 10.30 uur aan, daarbij treffers plaatsend op de Nagato, de Yamato, de Musashi en verscheidene andere schepen.
De tweede golf vliegtuigen concentreerde zich op de Musashi en trof deze met zowel bommen als torpedo's.
Toen deze terugtrok richting haven volgde een derde aanvalsgolf van de Enterprise die de Mushashi raakte met elf bommen en acht torpedo's
Kurita gaf zijn vloot bevel zich terug te trekken tot buiten het gebied van de vliegtuigen. Ze passeerden hierbij de zwaar gehavende Mushashi.
Om 17.15 uur draaide hij opnieuw, nu richting de Straat van San Bernardino. De Musashi zonk uiteindelijk om 19.30 uur.
Ondertussen had viceadmiraal Onishi Takijiro zijn Eerste Luchtvloot van tachtig vliegtuigen, gestationeerd op Luzon, naar de vliegdekschepen Essex, Lexington, Princeton en Langley van Task Group 38.3 gestuurd. De Princeton werd door een pantserdoorborende bom geraakt en vloog in brand.
Om 15.30 uur explodeerde het achterste munitiemagazijn. Tweehonderd zeelieden van de Princeton werden hierbij gedood, en nog eens tachtig van de langszij liggende kruiser Birmingham. De Birmingham was zo zwaar beschadigd dat ze gedwongen was terug te keren. Ook andere schepen in de omgeving waren beschadigd.
Alle inspanningen om de Princeton te redden waren vergeefs. Om 17.50 uur zonk ze.

### Slag in de Straat Surigao

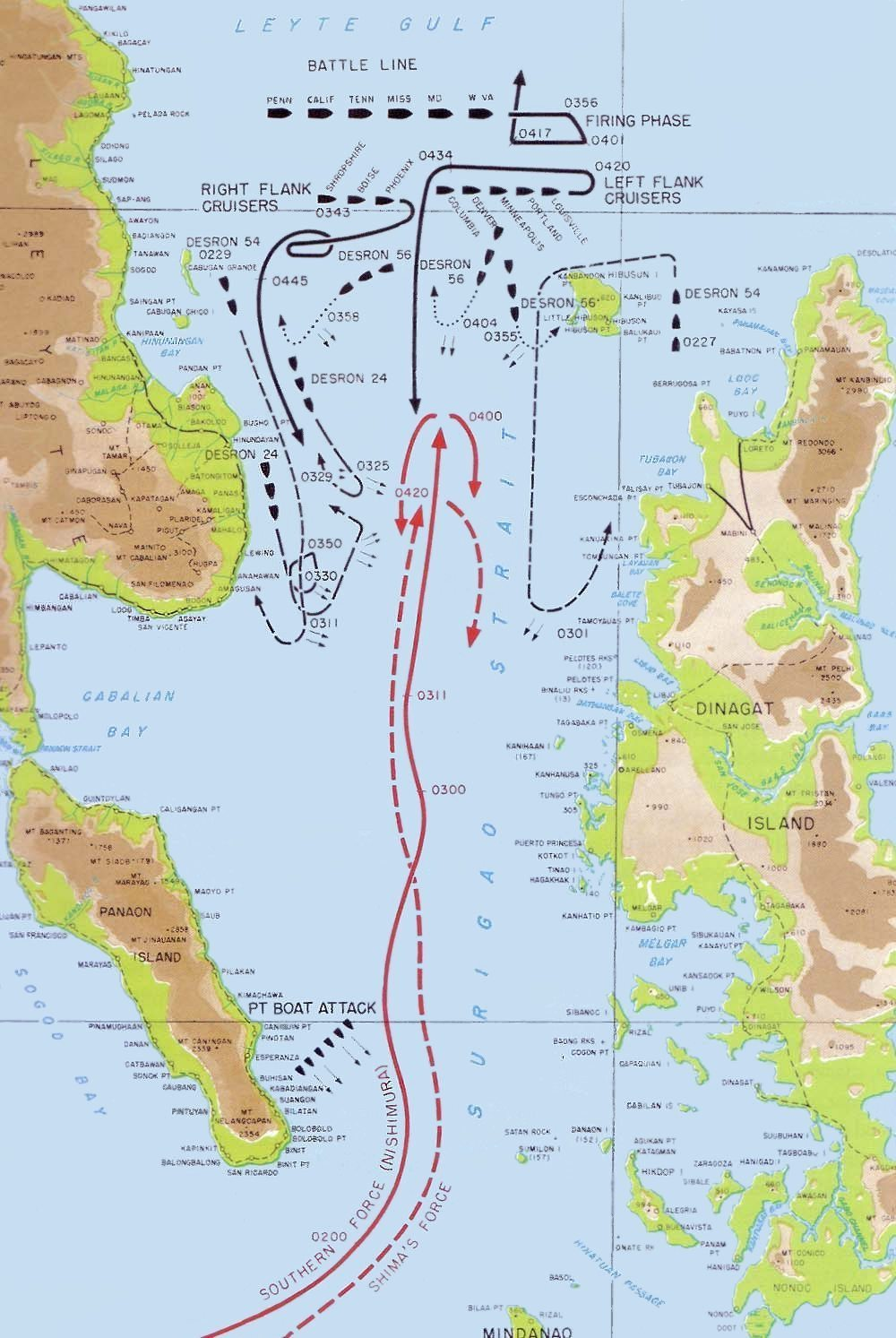
Kaart van de zeeslag in de Straat Surigao

Nishimura's "Strijdmacht zuid" bestond uit de slagschepen Yamashiro en Fuso, de kruiser Mogami en vier torpedobootjagers. Zij werden op 24 oktober door bommenwerpers aangevallen maar leden slechts geringe schade.
Vanwege de strikte radiostilte die de Strijdmacht Midden en de Strijdmacht Zuid in acht moesten nemen, was Nishimura niet in staat zijn bewegingen met die van Shima en Kurita te coördineren. Toen hij om ongeveer 2.00 uur bij de nauwe Straat Surigao aankwam, was Shima 40 km achter hem, en Kurita nog in de Sibuyanzee, verschillende uren van de bruggenhoofden op Leyte verwijderd.
Bij het passeren van de kaap van het eiland Panaon liepen zij in een dodelijke val die de Amerikaanse Zevende vloot voor hen had opgesteld.
Admiraal Jesse Oldendorf had zes slagschepen (Mississippi, Maryland, West Virginia, Tennessee, California en Pennsylvania), acht kruisers (waaronder Australia en Louisville), 29 torpedobootjagers en 39 torpedoboten.

Om door de straat de landingsgebieden te bereiken, moest Nishimura met zijn schepen spitsroeden lopen tussen de torpedo's van de torpedoboten, twee groepen torpedobootjagers ontwijken, en dit onder het geconcentreerde vuur van zes slagschepen. Deze werden dan weer door een kordon van kruisers en torpedobootjagers beschermd.
Om 3.00 uur werden de Fuso en de torpedobootjagers Asagumo, Yamagumo en Mishishio geraakt door torpedo's. De Fuso brak in tweeën, maar zonk niet.
Om 03.50 uur openden de slagschepen het vuur. De radarondersteunde vuurgeleidingsinstallaties stelden de Amerikanen in staat het vuur al te openen op afstanden waarop de Japanners nog niet konden terugschieten.
De Yamashiro en Mogami werden kreupel geschoten door 16-inch (406 mm) pantserdoorborende granaten.
De Shigure draaide terug, maar verloor de macht over het roer en stopte.
De Yamashiro zonk om 04.19 uur.
Om 04.25 uur bereikte Shima's strijdmacht van twee kruisers (Nachi en Ashigara) en acht torpedobootjagers de slag. Toen de Japanners de twee helften van de Fuso in zicht kregen, zagen zij deze aan voor de wrakken van de twee slagschepen van Nishimura.
Shima realiseerde zich het hopeloze van een poging door deze nauwe zeestraat op te stomen, en beval een terugtocht.
Zijn vlaggenschip Nachi kwam hierbij in aanvaring met de Mogami, waarbij het roercompartiment van de laatste onder water kwam te staan.
Mogami raakte bij de terugtocht achterop en werd de volgende ochtend door Amerikaanse vliegtuigen tot zinken gebracht.
De voorste helft van de Fuso werd door de Louisville tot zinken gebracht, de achterste helft zonk bij het eiland Kanihaan.
Van Nishimura's strijdmacht van zeven schepen overleefde alleen de Shigure het gevecht.
Yamashiro was het laatste slagschip dat het gevecht aanbond, en een van de weinige die door een ander slagschip tot zinken werden gebracht.

### Slag bij kaap Engaño

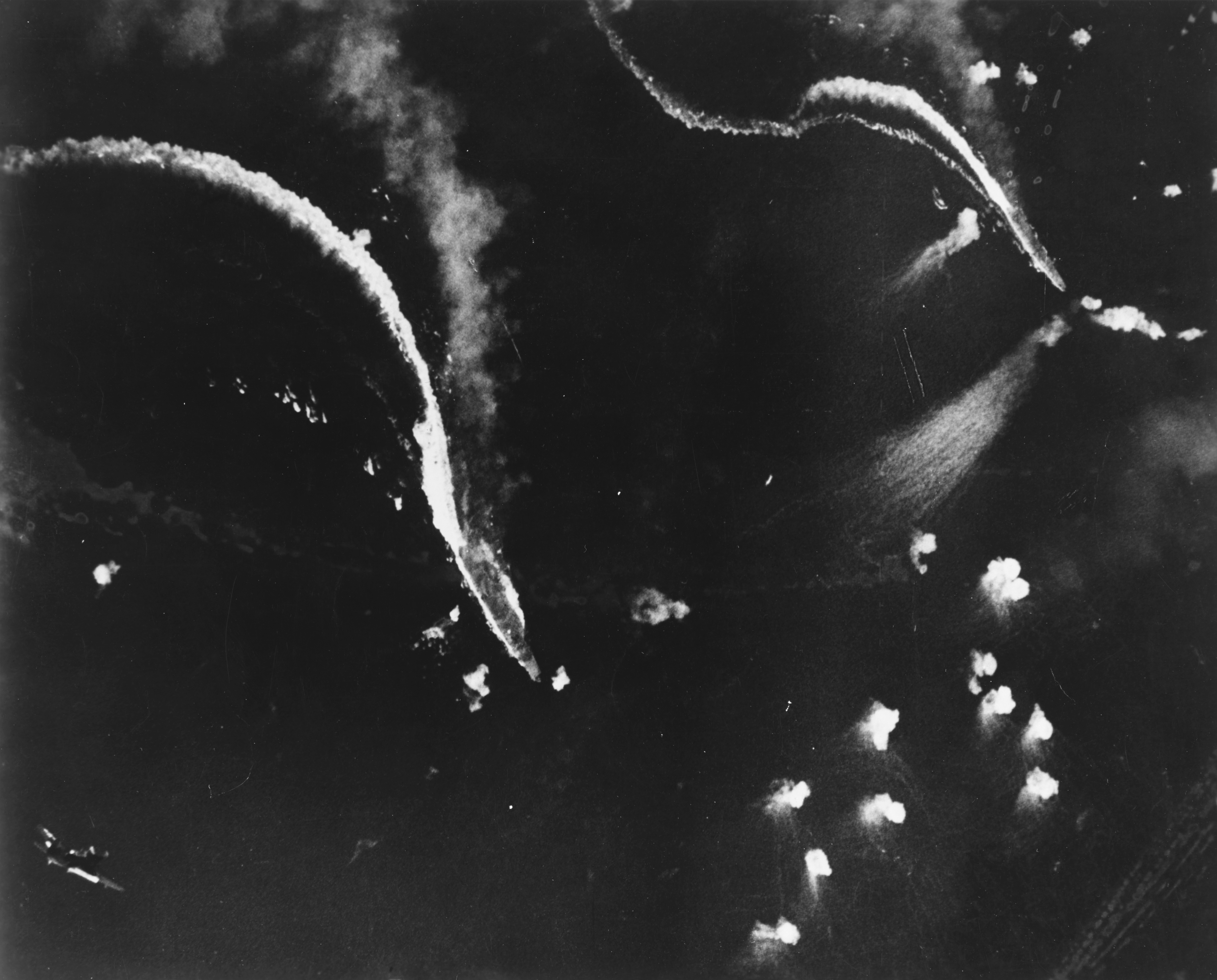
De Japanse vliegdekschepen Zuikaku (links) en waarschijnlijk Zuiho worden aangevallen door duikbommenwerpers bij Kaap Engaño

Ozawa's "Strijdmacht Noord" had de beschikking over vier vliegdekschepen Zuikaku, Zuiho, Chitose, en Chiyoda; twee gedeeltelijk tot vliegdekschip omgebouwde slagschepen (Hyuga en Ise) waarbij de achterkanonnen waren vervangen door een vliegdek, katapult en hangar, maar die geen van beiden vliegtuigen droegen; drie kruisers (Oyodo, Tama, en Isuzu), negen torpedobootjagers en 108 vliegtuigen.
Op 24 oktober werd Ozawa's strijdmacht pas om 16:40 opgemerkt. De Amerikanen waren te druk bezig met de aanval op Kurita en de luchtaanvallen vanaf Luzon. Op de avond van 24 oktober kreeg Ozawa per abuis een Amerikaans bericht over Kurita's terugtocht, en trok zich daarop eveneens terug. Maar om 20.00 uur gaf Toyoda Soemu alle strijdmachten opdracht aan te vallen.
Halsey zag dat hij een gelegenheid had om de laatste Japanse vliegdekschepen in het gebied van de Grote Oceaan te vernietigen,
Zo'n slag zou de Amerikaanse marine de absolute heerschappij bezorgen, en de Amerikaanse marine in staat stellen het Japanse thuisland aan te vallen. Hij dacht dat Kurita verslagen was door de luchtaanvallen in de Sibuyanzee en zich terugtrok richting Brunei. Daarom zette Halsey de achtervolging van Ozawa in met alle drie groepen vliegdekschepen, en met de "Task Force 34" met slagschepen onder admiraal Willis A. Lee. Hoewel Kurita's koers naar de Straat van San Bernardino was waargenomen, was deze informatie waarschijnlijk niet aan Halsey doorgegeven.
De Amerikaanse Derde Vloot was een formidabele strijdmacht, in alle opzichten de meerdere van de Japanse Strijdmacht Noord. Halsey beschikte over negen vliegdekschepen (Intrepid, Hornet, Franklin, Lexington, Bunker Hill, Wasp, Hancock, Enterprise, en Essex), acht lichte vliegdekschepen (Independence, Princeton, Belleau Wood, Cowpens, Monterey, Langley, Cabot, en San Jacinto), zes slagschepen (Alabama, Iowa, Massachusetts, New Jersey, South Dakota, en Washington), zeventien kruisers en 63 torpedobootjagers. Hij kon meer dan duizend vliegtuigen inzetten. Maar het liet de landingsplaatsen op Leyte kwetsbaar achter, slechts bewaakt door enkele vliegdekschepen en torpedobootjagers.

Halsey hapte in het aas dat Ozawa hem zo verleidelijk voorhield.
In de ochtend van 25 oktober liet Ozawa 75 vliegtuigen opstijgen om de aanval op de Amerikanen in te zetten. Deze aanvallen richten slechts weinig schade aan. De meeste vliegtuigen werden neergehaald door Amerikaanse patrouillerende jachtvliegtuigen. Een handvol overlevenden haalde Luzon.
De Amerikaanse vliegdekschepen lanceerden hun eerste aanval bij dageraad met 180 vliegtuigen voordat Strijdmacht Noord precies gelokaliseerd was.
De zoekvliegtuigen maakten om 07.10 uur contact. Om 08.00 uur vernietigden Amerikaanse jagers het beschermende luchtschild van dertig Japanse vliegtuigen.
Hierna konden de luchtaanvallen beginnen, die tot de avond voortduurden. De Amerikanen hadden toen 527 vluchten tegen Strijdmacht Noord uitgevoerd.
Daarbij hadden ze drie van Ozawa's vliegdekschepen (Zuikaku, Zuiho en Chiyoda) en de torpedobootjager Akitsuki vernietigd.
Het vierde vliegdekschip, Chitose, was buiten gevecht gesteld, evenals de kruiser Tama. Ozawa bracht zijn vlag over naar de Oyodo.
Met alle Japanse vliegdekschepen buiten gevecht gesteld, waren de omgebouwde slagschepen Ise en Hyuga de voornaamste doelen geworden.
Hun stevige constructie bleek tegen luchtaanvallen bestand en Halsey stuurde Task Force 34 naar voren om in een vuurgevecht met hen af te rekenen.
Toen bereikte Halsey echter bericht over het gevecht bij Samar en de naderende ramp van Sprague's Task Group 77.4.
Hij brak de achtervolging af en keerde naar het zuiden, slechts een kleine eenheid van torpedobootjagers en kruisers onder Laurence T. DuBose achterlatend om de Japanse schepen tot zinken te brengen. Ise en Hyuga keerden naar Japan terug, waar ze in 1945 op hun ankerplaats tot zinken werden gebracht.

### Slag bij Samar

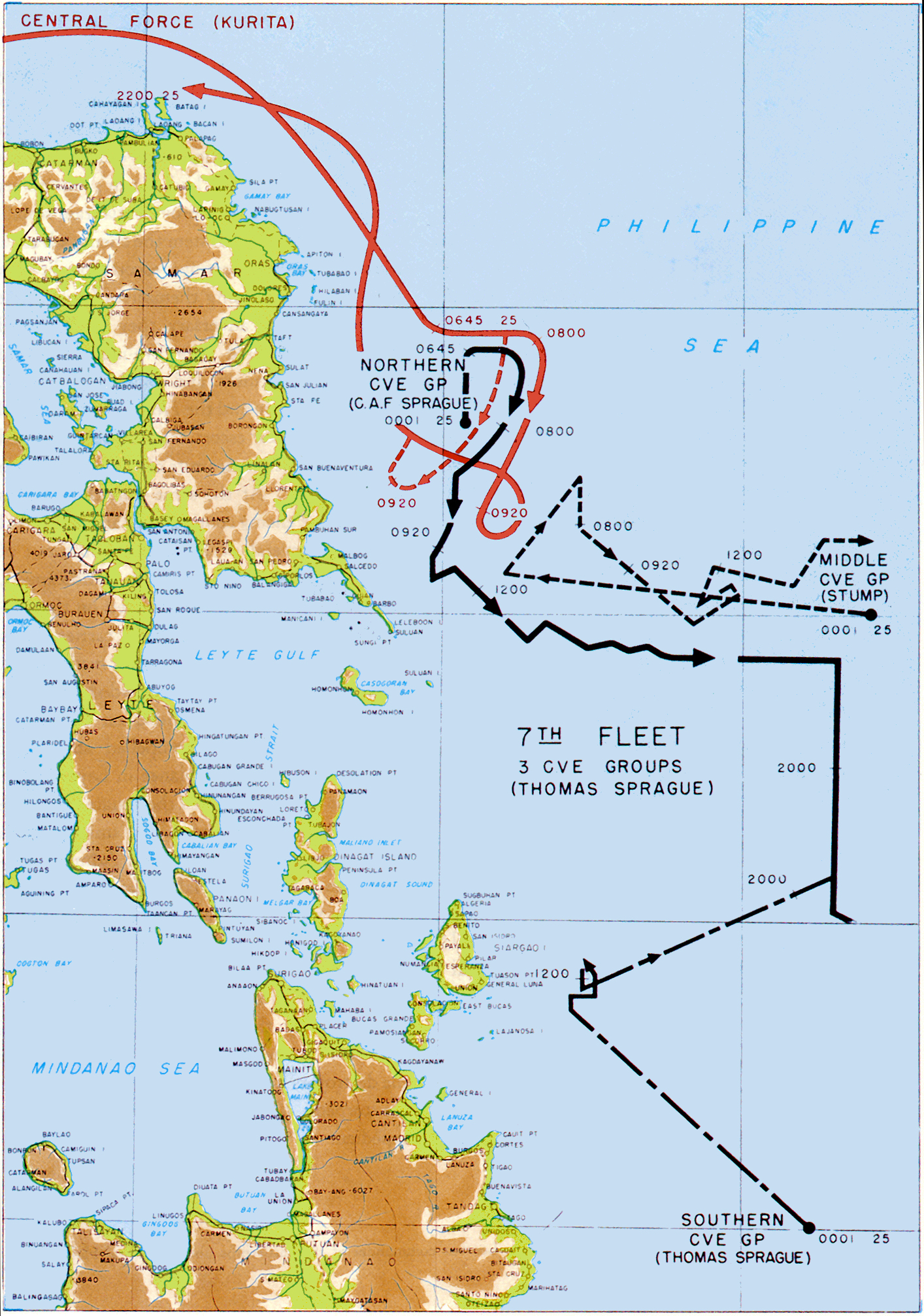
Kaart van de zeeslag bij Samar

Kurita voer op 25 oktober 1944 om 3.00 uur door de Straat van San Bernardino en koerste zuidwaarts langs de kust van Samar.
Om hem te stoppen waren er drie groepen van admiraal Thomas Kinkaid's Zevende Vloot. Iedere groep bestond uit zes escortevliegdekschepen en zeven of acht torpedobootjagers.
- Admiraal Thomas Sprague's Task Unit 77.4.1 ("Taffy 1") bestond uit: Sangamon, Suwannee, Chenago, Santee, Saginaw Bay, en Petrof Bay.
- Admiraal Felix Stump's Task Unit 77.4.2 ("Taffy 2") bestond uit: Natoma Bay, Manila Bay, Marcus Island, Kadashan Bay, Savo Island, en Ommaney Bay.
- Admiraal Clifton Sprague's Task Unit 77.4.3 ("Taffy 3") bestond uit: Fanshaw Bay, St Lo, White Plains, Kalinin Bay, Kitkun Bay, en Gambier Bay.

Ieder escortevliegdekschip droeg ongeveer 30 vliegtuigen, gezamenlijk meer dan 500 toestellen.
De vliegdekschepen waren langzaam en slechts licht gepantserd en waren in een korte afstandsontmoeting met een slagschip kansloos.
Een misverstand in de communicatie leidde Kinkaid ertoe te geloven dat Willis A. Lee's Task Force 34 van slagschepen de Straat van San Bernardino in het noorden bewaakte. Hij verwachtte dus geen gevaar uit die richting, maar Lee achtervolgde met Halsey Ozawa. De Japanners stuitten om 6.45 uur op Taffy-3. De verrassing aan Amerikaanse zijde was volledig. Kurita verwarde de escorte vliegdekschepen met transportschepen en meende dat hij de hele Amerikaanse Derde Vloot voor de loop van zijn 18-duims kanonnen had.
Sprague gaf zijn vliegdekschepen opdracht om te draaien en van de vijand weg te stomen. Hij hoopte dat het slechte zicht de nauwkeurigheid van het Japanse kanonvuur zou verminderen. Ook stuurde hij zijn torpedobootjagers ten aanval, in de hoop dat deze de Japanse opmars konden vertragen.
Deze torpedobootjagers vielen de Japanse formaties aan en trokken het vuur naar zich toe. De Japanse formaties werden door de torpedoaanvallen verbroken toen de Japanse schepen probeerden de torpedo’s te ontwijken.
De Yamato raakte tussen twee torpedo's op evenwijdige koers en draaide tien minuten lang van de Amerikaanse vloot af. De Japanse slagschepen wisten de Amerikaanse torpedobootjagers Hoel, Johnston, en Samuel B. Roberts tot zinken te brengen, terwijl vier anderen beschadigd werden.
De aanval door de torpedobootjagers stelde Sprague in staat om zijn vliegtuigen in de lucht te brengen. Er was geen tijd om de vliegtuigen met pantserdoorborende bommen te herladen; de vliegtuigen stegen op met wat zij aan boord hadden - in sommige gevallen met dieptebommen.
De vliegdekschepen van Sprague draaiden weg naar het zuiden, terwijl de granaten rondom hen in zee vielen. De Gambier Bay in de achterhoede werd tot zinken gebracht, terwijl de meeste anderen schade opliepen.
Gedurende enige tijd leek het onmogelijk dat Taffy-3 aan een algehele vernietiging zou ontkomen, maar om 9.20 uur keerde Kurita om en trok zich naar het noorden terug. De aanvallen door de Amerikaanse torpedobootjagers hadden zijn formaties verbroken en hij had de tactische controle verloren.
De zware kruisers Chokai, Suzuya, Chikuma waren door de geconcentreerde zee- en lucht aanvallen tot zinken gebracht.

Berichten van Ozawa had hem op het verkeerde been gezet en hij meende dat hij de gehele Derde vloot tegenover zich vond. Dat betekende dat hoe langer hij zijn aanval doorzette, hoe groter de kans was dat alle vliegdekschepen van Halsey zich op zijn vloot zouden storten.
Hij trok onder voortdurende luchtaanvallen naar het noorden en later westen door de Straat van San Bernardino terug. De Nagato, Haruna en Kongo waren zwaar beschadigd. Hij was de slag met vijf slagschepen begonnen, maar toen hij Japan bereikte, was alleen de Yamato nog gevechtswaardig.
Terwijl de slag ten einde liep, zette viceadmiraal Takijiro Onishi zijn "Speciale aanvalseenheid" in actie. Kamikazeaanvallen werden uitgevoerd op de geallieerde schepen in de golf van Leyte. Op 25 oktober werd de Australia voor de tweede keer geraakt en gedwongen voor reparatie terug te keren. Het escortevliegdekschip St. Lo werd tot zinken gebracht.

## Betekenis van de slag
De slag in de Golf van Leyte beschermde het bruggenhoofd van het Amerikaanse zesde leger op Leyte tegen aanvallen vanuit zee. Pas na de Slag om Leyte zou het eiland eind december 1944 geheel in Amerikaanse handen zijn.
Strategisch gezien was het nog belangrijker dat na deze slag de Japanse zeemacht verslagen was. De weg naar de Riukiu-eilanden lag open. De enige belangrijke Japanse maritieme operatie die gedurende de oorlog nog zou volgen was de Operatie Ten-go in april 1945.